# Oswaldo Melantonio
Oswaldo Melantonio (São Paulo, 27 de setembro de 1925 - 23 de novembro de 2018), foi um professor de Oratória e escritor brasileiro.
Na adolescência foi militante de esquerda. Percebendo a importância da comunicação na atividade política, decidiu frequentar diversos cursos de oratória. Em 1944 fundou em São Paulo o Instituto Melantonio com a finalidade original de ministrar cursos voltados à oratória política. Com o crescimento da escola, porém, diversificou paulatinamente sua clientela.
Esteve preso em 1964, ano em que teve início o regime militar. Depois disso o Instituto deixou de ensinar oratória política e passou a direcionar seus cursos às áreas acadêmica e de negócios. No final da década de 1970 o ex-presidente Jânio Quadros, então afastado da vida política, chegou a ministrar aulas no Instituto durante um ano.
Em 1985, foi candidato a vice-prefeito na chapa de Rogê Ferreira, mas o titular renunciou em apoio a Fernando Henrique Cardoso.
O Instituto Melantonio deixou de funcionar na década de 1990, após mais de 50 anos de atividade, mas Oswaldo Melantonio seguiu ministrando cursos e palestras nos anos subsequentes. Calcula-se que mais de trezentas mil pessoas tenham estado presentes a ao menos uma aula ou palestra sua . O professor Reinaldo Polito, seu discípulo mais conhecido, é considerado o continuador de sua obra.